# Caspar Aquila

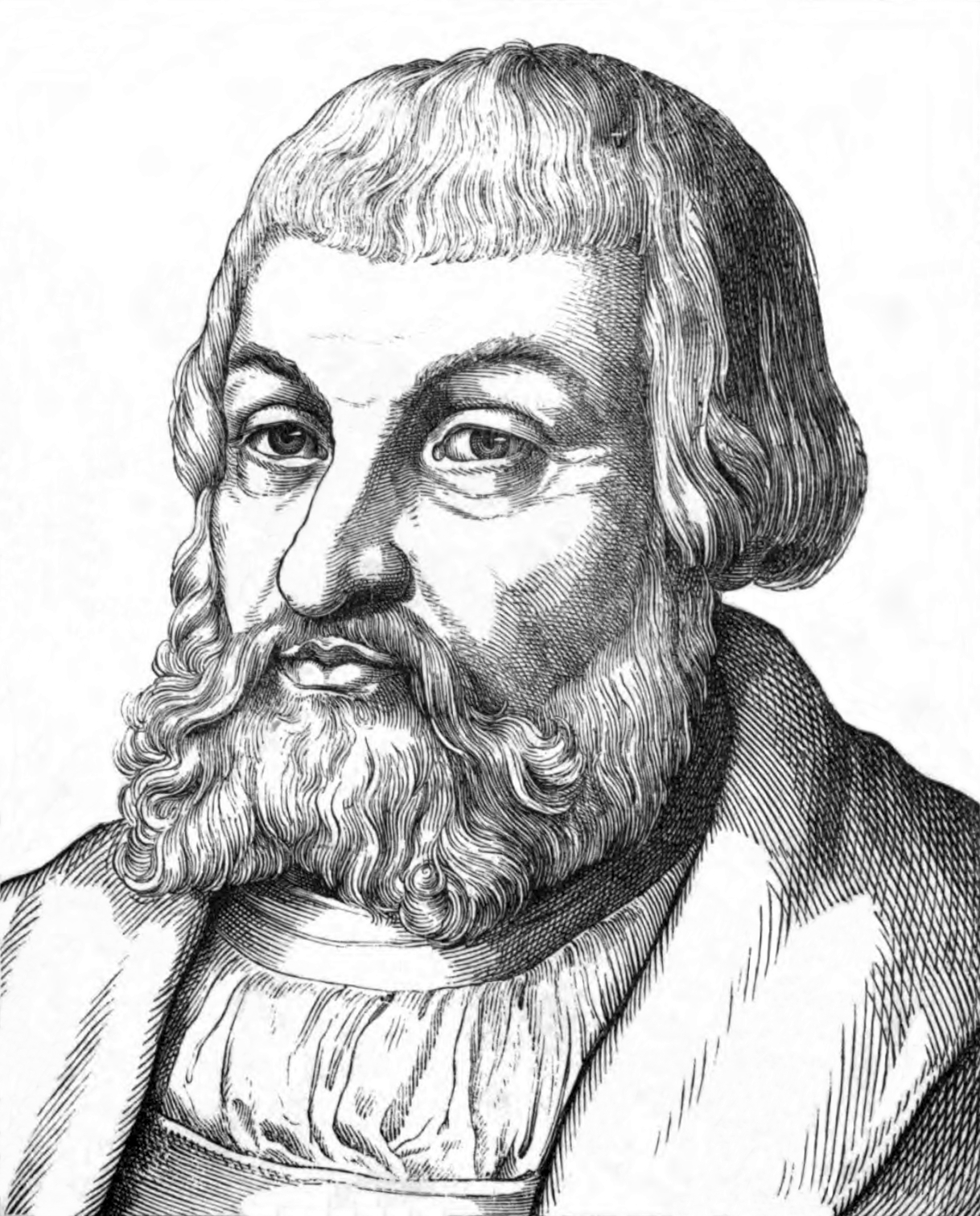
Caspar Aquila (1488–1560)
Abbildung aus dem 19. Jahrhundert

Caspar Aquila (auch Kaspar Aquila: lateinisch Adler,  eigentlich Johann Kaspar Adler; * 7. August 1488 in Augsburg; † 12. November 1560 in Saalfeld/Saale) war ein lutherischer Theologe der Reformation.

## Leben und Wirken
Aquila wurde als Sohn des Syndikus Leonard Adler in Augsburg geboren. Nach dem Besuch der Schule in seiner Vaterstadt und der Lateinschule in Ulm begann er ein Studium in Leipzig. 1513 wechselte er an die Universität Wittenberg. In Wittenberg wurde er am 3. März 1513 Baccalaureus an der Philosophischen Fakultät. Nach seinem Theologiestudium wirkte er bei dem Reichsritter Franz von Sickingen als Feldprediger und übernahm 1516 eine Pfarrstelle in Jengen. Dort wurde er mit den Schriften Luthers vertraut, heiratete und predigte im lutherischen Sinne, womit die Reformation eingeführt wurde. Dies wiederum erregte den Unwillen seines Bischofs Christoph von Stadion in Augsburg, der ihn in Dillingen 1520 gefangensetzen ließ.
Nach einem halben Jahr kam er wieder frei und begab sich nach Wittenberg. Als er 1521 den akademischen Grad eines Magisters erworben hatte, verpflichtete ihn Sickingen wieder, um die Ausbildung seiner Söhne auf der Ebernburg zu übernehmen. Nach der Einnahme der Burg durch die Truppen des Erzbischofs von Trier, Richard von Greiffenklau zu Vollrads, am 6. Juni 1523 und dem Tod seines Dienstherrn ging Aquila wieder nach Wittenberg zurück. Dort predigte er in der Schlosskirche, gab Unterricht in der hebräischen Sprache und half Martin Luther bei der Übersetzung des Alten Testaments der Lutherbibel.
Im Jahr 1527 übernahm er auf Luthers Empfehlung die Stadtpfarrstelle in Saalfeld und wurde ein Jahr später dort zum Superintendenten ernannt. Beachtlich ist hier seine Wirksamkeit auf dem Gebiet des Schulwesens und der Armenfürsorge. 1530 war er auch auf dem Augsburger Reichstag, als das grundlegende Bekenntnis der protestantischen Stände, die Confessio Augustana, erfolgte. Obwohl er mit Philipp Melanchthon einen regen Briefkontakt pflegte, vertrat er im antinomistischen Streit innerlich die Position des Johann Agricola. Denn er betrachtete die zehn Gebote als Anleitung zur Erkenntnis des Willens Gottes und deren Befolgung als Beweis des Glaubens.
Als nach der Niederlage in der Schlacht bei Mühlberg die Wittenberger Kapitulation am 19. Mai 1547 unterzeichnet wurde und damit der Schmalkaldischen Krieg zu Ungunsten seines Kurfürsten Johann Friedrich I. endete, schickte er diesem eine Trostschrift.
Dies erklärt auch, dass er zum entschiedenen Gegner des Augsburger Interims und der Leipziger Artikel wurde. Als sein Wegbegleiter Johann Agricola versuchte, ihn für dieses zu gewinnen, richtete er eine scharfe Schrift Wider den spöttischen Lügner und unverschämten Verleumder M. Islebium Agricolam gegen diesen Versuch.
Der Kaiser Karl V war über solchen Widerstand erbost, so dass er auf Aquilas Kopf 5000 Gulden aussetzte. Um sein Leben bangend fand er Zuflucht bei Katharina Gräfin von Schwarzburg. In der Grafschaft Henneberg fand er als Dekan in Schmalkalden Unterschlupf und ging später nach Untermaßfeld. Eine Berufung nach Preußen lehnte er ab, da er als Gnesiolutheraner ein Gegner Andreas Osianders und Georg Majors war.
Nach dem Abschluss des Passauer Vertrages von 1552 kehrte Aquila nach Saalfeld zurück und hielt sich in theologischen Glaubensfragen stärker zurück. Er wurde zwar noch an das Weimar Konsortium berufen, verstarb jedoch in Ruhe am langjährigen Wirkort in Saalfeld 1560.
Friedrich Schiller schreibt über ihn in seinem Text „Herzog Alba bei einem Frühstück auf dem Schlosse zu Rudolstadt im Jahr 1547“: „Unter diesen [protestantischen Predigern], war ein gewisser Caspar Aquila, Pfarrer zu Saalfeld, der in jüngeren Jahren der Armee des Kaisers als Feldprediger nach den Niederlanden gefolgt war, und weil er sich dort geweigert hatte, eine Kanonenkugel zu taufen, von den ausgelassenen Soldaten in einen Feuermörser geladen wurde, um in die Luft geschossen zu werden; ein Schicksal, dem er noch glücklich entkam, weil das Pulver nicht zünden wollte.“

## Werke

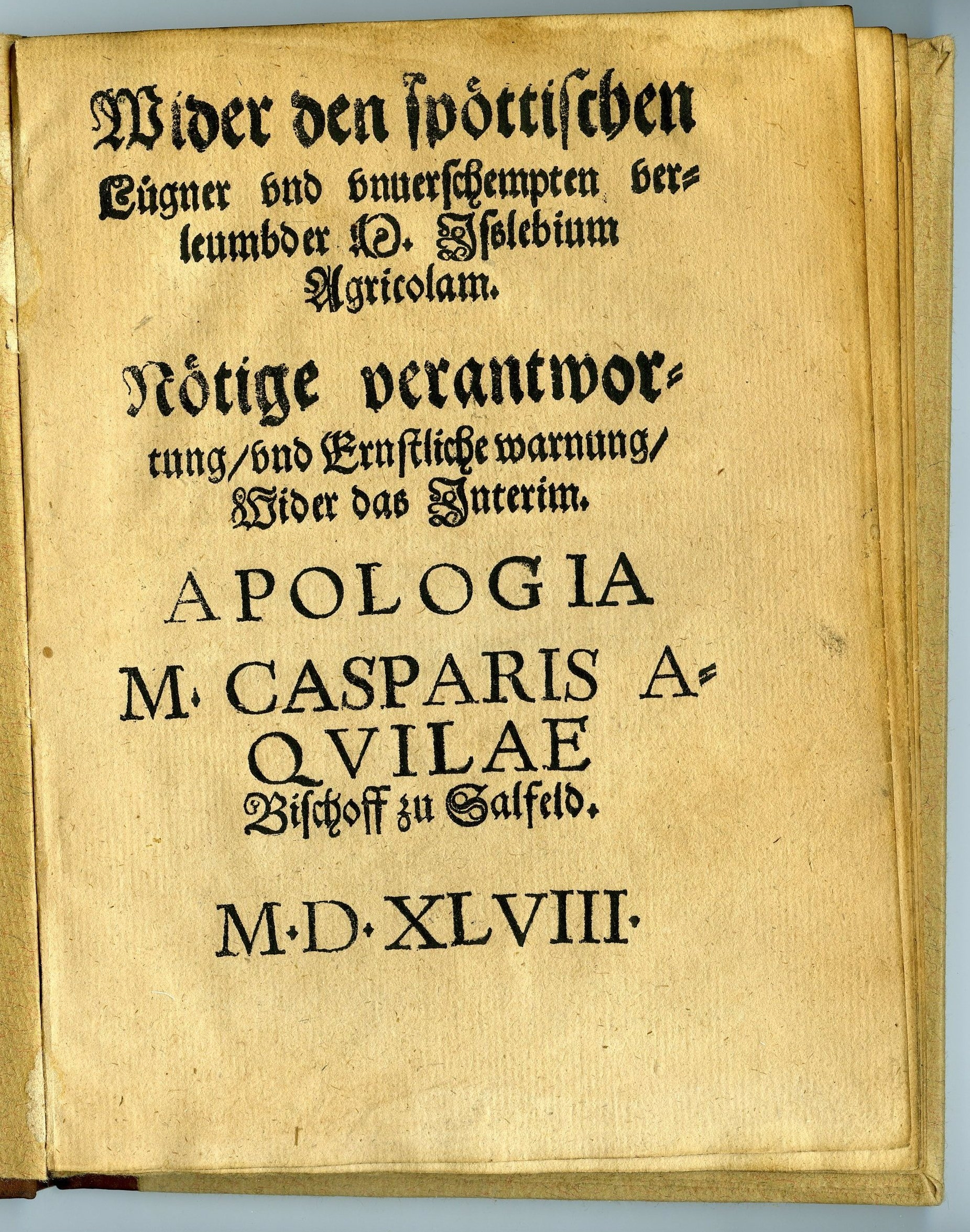
Wider den spöttischen Lügner und unverschämten Verleumder M. Isleblum Agricolam

- Des kleinen Catechismi Erklerung mit schönen Christlichen exempeln vnd gewaltigen spruechen der Heyligen schrifft durch M. Casparum Aquilam/Pfarrherr zu Salfeld widerumb newlich gebessert vnd gemehret. 1540. (Digitalisat)
- Ein sehr u hoch nötige Ermanung, an das kleine blöde verzagte Christlich heufflein, das sie in diesem erschrecklichem und letzten Theil der Zeit, Gottes ewig Wort frölich bekennen sollen, wider des Teuffels Finsternis, Lügen und Mord, geprediget – Gedruckt zu Magdeburgk durch Michel Lotther, 1548. (Digitalisat)
- Wider den spöttischen Lügner vnd vnuerschempten verleumbder D. Isslebium Agricolam. Nötige verantwortung, und ernstliche warnung, wider das Interim. Apologia. 1548. (Digitalisat)
- Christlich Bedenken auf das Interim, 1548
- Kurze, aber zu unserer Seligkeit höchst nötige Fragstücke der ganzen christl. Lehre. 1547
- Unterweisung für die jungen Priester (hs.; Ausz. in: ARG 22, 1925, 10 ff.)
- Zwei Schreiben an den Rat der Stadt Augsburg (in: Friedrich Roth, Augsburger Reformationsgeschichte I, 1901, 152 ff.).